# قطاب
قطاب نوعی شیرینی ایرانی است. این شیرینی از معروف‌ترین شیرینی‌های سنتی استان یزد است. یکی از لذیذترین، شناخته شده‌ترین و پرطرفدارترین شیرینی‌ها قطاب است که از ارزش غذایی بالایی برخوردار است. بنا به شنیده‌ها و مستندات، پیشینه این شیرینی به اواخر دوره قاجار بر می‌گردد.

## انواع

### قطاب یزد
قطاب یزد در انواع سنتی یزدی و عسلی تهیه می‌شود. قطاب یزدی از دو بخش لایه خارجی و مغز داخلی تشکیل شده است. لایه خارجی آن که نانی سرخ شده در روغن است از آرد گندم، شیر یا ماست و زرده تخم مرغ تشکیل شده است که پس از طبخ در پودر قند غلطانده می‌شود. مغز داخلی این شیرینی نیز از مخلوط پودر بادام، پودر قند و هل تشکیل شده است.تمایز قطاب یزدی بیشتر از قطاب کرمانی است.

### قطاب کرمانی
قطاب کرمانی یکی از شیرینی‌های سنتی و خوشمزه ایران است که با نمونه یزدی آن متفاوت است که به دلیل طعم و عطر بی‌نظیرش طرفداران زیادی دارد. این شیرینی از دو قسمت خمیر و مغزی تشکیل شده است. خمیر قطاب نرم و لطیف است و مغزی آن از ترکیب پسته، گردو، نارگیل، هل و گلاب تهیه می‌شود که باعث تمایز آن با قطاب یزدی می‌شود. در قطاب عسلی، شیرین‌کننده اصلی به‌جای پودر قند، عسل است. مستندات قدمت این شیرینی را به دوره قاجار ربط می‌دهند. تنها خانواده ای که در گذشته به عنوان شاخص شیرینی سازی در این نوع معروف بوده خانواده شب پرساز بوده است. همچنین مهارت پخت شیرینی قطاب یزدی به شماره ۱۱۸۴ به ثبت ملی رسید.

### قطاب لکی
قطاب لکی یا برساق لکی شیرینی‌ای متعلق به خطه لرستان نورآباد است. در خمیر آن از رازیانه استفاده می‌شود و مواد داخلی آن دارچین، هل، گلاب، گردو، شکر هستند.